# Artabotrys oligospermus
Artabotrys oligospermus Danguy – gatunek rośliny z rodziny flaszowcowatych (Annonaceae Juss.). Występuje endemicznie we wschodniej części Madagaskaru. 

## Morfologia
PokrójZimozielone drzewo dorastające do 15–30 m wysokości.
LiścieMają podłużny kształt. Mierzą 3–8,5 cm długości oraz 2–3 cm szerokości. Nasada liścia jest rozwarta. Blaszka liściowa jest lekko zawinięta na brzegu, o spiczastym wierzchołku. Ogonek liściowy jest nagi i dorasta do 4–5 mm długości.
KwiatySą pojedyncze, rozwijają się w kątach pędów. Mają żółtozielonkawą barwę. Działki kielicha mają odwrotnie jajowaty kształt i dorastają do 5 mm długości. Płatki mają równowąski kształt i osiągają do 18–24 mm długości, są niepodobne do siebie.
OwocePojedyncze mają elipsoidalny kształt, zebrane w owoc zbiorowy. Są nagie, osadzone na szypułkach. Osiągają 12–18 mm długości i 8–11 mm szerokości.